# David Ochoa
David Enrique Ochoa García (ur. 23 października 1977) – wenezuelski zapaśnik w stylu klasycznym. Zajął 25. miejsce na mistrzostwach świata w 1997. Srebrny medalista igrzysk panamerykańskich w 1999. Wygrał igrzyska Ameryki Południowej w 1998. Drugi na mistrzostwach panamerykańskich w 1998 i 2000, a także na igrzyskach Ameryki Środkowej i Karaibów w 1998. Triumfator igrzysk boliwaryjskich w 1997 roku.